# Prosoplus albofasciatus
Prosoplus albofasciatus là một loài bọ cánh cứng trong họ Cerambycidae.